# Zec de la Rivière-Rimouski
Pour les articles homonymes, voir Rimouski (homonymie).
La zec de la Rivière-Rimouski est une "zone d'exploitation contrôlée" (zec) située dans la région administrative du Bas-Saint-Laurent, au Québec, au Canada. Ce territoire de pêche vise à gérer la pêche au saumon atlantique dans une portion de 18 km de la rivière Rimouski. Elle est administrée par l'Association des pêcheurs sportifs de saumon de la rivière Rimouski.

## Géographie
La zec comprend une section de 18 km de la rivière Rimouski. Elle est située dans les territoires de la ville de Rimouski et des municipalités de Saint-Valérien et de Saint-Narcisse-de-Rimouski.
Son territoire est adjacent à celui de la réserve faunique Duchénier.